# 施氏紋胸鮡
施氏紋胸鮡，為輻鰭魚綱鯰形目鮡科的其中一種，為熱帶淡水魚類，分布於亞洲巴基斯坦及印度淡水流域，體長可達9分，棲息在山區急流底層水域，生活習性不明。

## 扩展阅读
維基物種上的相關：施氏紋胸鮡